# Blacktop
Els blacktops (Blacktops) són un gènere extint de mamífers leptíctides de la família dels leptíctids que visqueren a Nord-amèrica durant l'estatge Orellà (Oligocè inferior), fa entre 33,3 i 33,9 milions d'anys. Se n'han trobat restes fòssils a Nebraska (Estats Units). Les dues espècies que formen aquest grup són leptíctids grossos dotats d'un parell de crestes parasagitals. Es diferencien de Leptictis, un dels seus parents propers, per la major llargada del rostre, l'esveltesa del crani i altres caràcters cranials i dentals. El nom genèric Blacktops és una combinació del cognom del paleontòleg estatunidenc Craig Black i del sufix -tops, habitual en noms científics de mamífers insectívors.